# ビュフォンの麺
幾何学的確率論の問題、ビュフォンの麺（ビュフォンのめん、英: Buffon's noodle）は、有名な問題ビュフォンの針（名称は18世紀を生きたジョルジュ＝ルイ・ルクレール・ド・ビュフォンにちなむ）の変種である。ビュフォンが解いた問題は幾何学的確率論において最初に解決されたものであった。

## ビュフォンの針
平行線が無限に、等間隔に引かれているとし、長さが平行線間の距離以下である針をランダムに投げる。針が着地したとき、平行線と交わる確率はいくらか？
これを解くのに、{\displaystyle l} を針の長さ、{\displaystyle D} を平行線間の距離とする。また {\displaystyle \theta } を針の向きと平行線群の法線方向がなす鋭角、{\displaystyle x} を針の中点と最も近い平行線との距離とする。針が平行線と交わるための条件は {\displaystyle x<{\frac {l\cos \theta }{2}}} である。
ここで {\displaystyle x,\theta } はそれぞれ一様分布に従う確率変数で、標本空間は横と縦の辺長が {\displaystyle {\frac {D}{2}}} と {\displaystyle {\frac {\pi }{2}}} の長方形とする。
針が平行線と交わるという事象は、標本空間が {\displaystyle x={\frac {l}{2}}\cos \theta } で表される曲線で切り取られる左側の部分で表せる。この面積は
{\displaystyle {\text{Area (event)}}=\int _{0}^{\frac {\pi }{2}}{\frac {l}{2}}\cos \theta d\theta ={\frac {l}{2}}\sin {\frac {\pi }{2}}-{\frac {l}{2}}\sin 0={\frac {l}{2}}}
標本空間の面積は
{\displaystyle {\text{Area (sample space)}}={\frac {D}{2}}\times {\frac {\pi }{2}}={\frac {D\pi }{4}}}
よって、この事象の起こる確率は
{\displaystyle P={\frac {\text{Area (event)}}{\text{Area (sample space)}}}={\frac {l}{2}}{\frac {4}{D\pi }}={\frac {2l}{\pi D}}}

## ビュフォンの麺
この式は興味深いことに、針をどのように自由に折り曲げたとしても、一平面上に収まっている限りそのままである（ {\displaystyle P} は針が平行線と交わる回数の期待値に等しいが、この期待値が不変であるということ）。折り曲げを続けて針を「麺」— 剛性のある平面曲線にしてもよい。
ここで全長が平行線間の距離以下であるという仮定を外す。
麺が平行線群と交わる回数の確率分布はその形状に依存する。しかし、回数の期待値はそうではなく、麺の全長 L と平行線間の距離 D だけに依存する（麺は平行線群の中の1本と2回以上交わることができることに注意する）。
このことは次のようにして示せる。まず、麺が折れ線、つまり n 本の線分から成っているとする。Xi を i 番目の線分が平行線群と交わる回数とする。これらの確率変数族は独立ではないが、独立でないときも期待値の加法性が成り立つので、
{\displaystyle E(X_{1}+\cdots +X_{n})=E(X_{1})+\cdots +E(X_{n})}
となる。
曲線である麺をこのような折れ線の極限とみなすと、平行線群と交わる回数の期待値は曲線の弧長に比例すると推論できる。よって問題は、弧長 L に乗じて期待値を得るための比例定数を定めることに帰着する。麺が、平行線間の距離 D と等しい直径を持つ真円だとすると、L = πD であり、交わる回数は必ずちょうど2回になる。よって、L = πD のとき期待値は 2 である。したがって（一般に）、交わる回数の期待値は 2L/(πD) でなければならない。
もう一つ驚くべき結論がある。麺が幅 D の定幅閉曲線であるとき、交わる回数はやはり常に2回であるが、これはバルビエの定理：
幅が等しい定幅閉曲線の周長は等しい（円の場合と一致する）。
を意味する。